# 今治站
今治站（日语：／ Imabari eki */?）是位在日本愛媛縣今治市、隸屬於四國旅客鐵道（JR四國）的鐵路車站。車站編號為Y40，是今治市的中心車站，停靠所有特級列車。在所有JR四國的車站排名中位列第7，亦是愛媛縣內第2最多人使用的車站。不過相比縣內第1名的松山站的，今治站的乘車人數只及約三分之一。
本站也是其中一個區間車終點站，但主要集中在清早及深夜時份，包括清晨4:37始發的特急「潮風」2號，是予讚線內第2最早開出的列車，比高松站的首班快速列車「Marineliner」只是遲2分鐘開出。

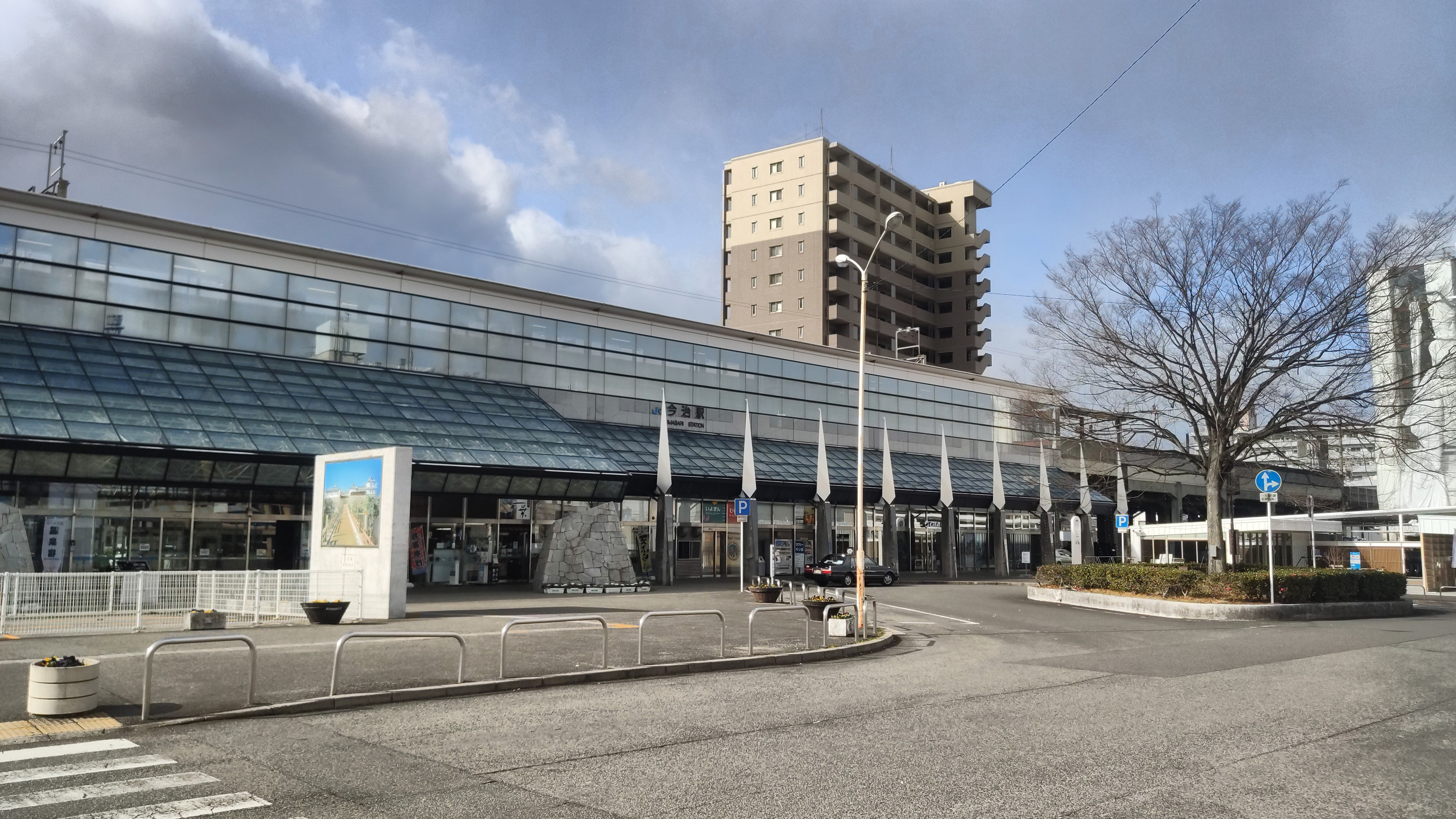
東口（2021年1月）

## 車站結構
現時使用中的站舍為三層高混凝土建築物，屬於第二代站舍，地下主要為售票大堂、一般車站設施及商店：包括併合了綠窗口、票務處及旅遊中心Warp Centre 的站務室、四國便利商店、麵包店Seeland（與Willie Winkie為同一品牌）、兩間車站便當店、租車店及，閘口亦設於本層；二樓為經過層，另一邊則主要用作車站內部用途；三樓則為月台層。
第一代站舍為單層木製及混凝土混合建築物，1990年因應市中心再發欁計劃，原車站位置改為市政用地，並藉此市中心內多個平交道位，決定將車站向西南方遷移及高架化，整個工程歷時約一年多，於1992年隨電化工程一併完成而啟用。
在過往地面車站或現時架空車站也好，均設有側式月台及島式月台各1個，共提供2面3線的配置，有效長度達9輛。特急列車主要使用1號及2號月台，3號月台則作為避車及區間車開訖時使用。有效長度達9輛。
1號月台為側式月台，為上行專用月台，除了清晨1班普通列車外，其他所有列均在此停靠；2號月台為下行專用月台，同樣所有特急列車及半數普通列車會停靠；至於3號月台則只限下行普通列車使用，主要用作接駁、避車或始訖之用，而每天清晨1班上行普通列車亦由此月台開出。每個月台均設有扶手電梯、升降機及樓梯供不同需要的乘客使用。全部皆設於月台中央部份；另外，大部份月台範圍均設有上蓋，只有向伊予富田站的小部份及向波止濱站的約2輛半長度並未覆蓋。
1號月台向伊予富田方向及2、3號月台向波止濱方向皆設有緊急用軌道。轉轍器方面，往伊予富田一端採用雙Y型轉轍器，而向波止濱站則採用雙側線轉轍器。
另外，月台上掛有本站可以轉接至三原及尾道，過往乘客可以由本站下車，步行約15分鐘至今治港，再轉乘客輪前往本州的三原港及尾道港，不過當西瀨戶自動車道開通後，渡輪事業急速萎縮，大部份航線均已停駛，現時服務的，亦集中亦位於兩市的外島部份。

### 月台配置
| 月台 | 路線    | 目的地 | 前往                                             | 備註                              |
| ---- | ------- | ------ | ------------------------------------------------ | --------------------------------- |
| 1    | ■予讚線 | 上行   | 新居濱、伊予西條、觀音寺、多度津、高松、岡山方向 | 除早上1班外，所有上行列車皆停靠。 |
| 2    | ■予讚線 | 下行   | 松山、伊予市、宇和島方向                         | 所有特急列車及半數普通列車。      |
| 3    | ■予讚線 | 上行   | 伊予西條方向                                     | 每日06:02班次。                   |
| 3    | ■予讚線 | 下行   | 松山、伊予市方向                                 | 避車或交換列車時使用。            |

## 歷史
- 1924年12月1日：鐵道省讚豫線由本站伸延至伊豫大井站[6]，改為中途站。

## 相鄰車站
四國旅客鐵道（JR四國）
■予讚線
伊予富田（Y39）－今治（Y40）－波止濱（Y41）

## 外部連結
- JR四國今治站官方網頁。（日語）